# アオハーゲン

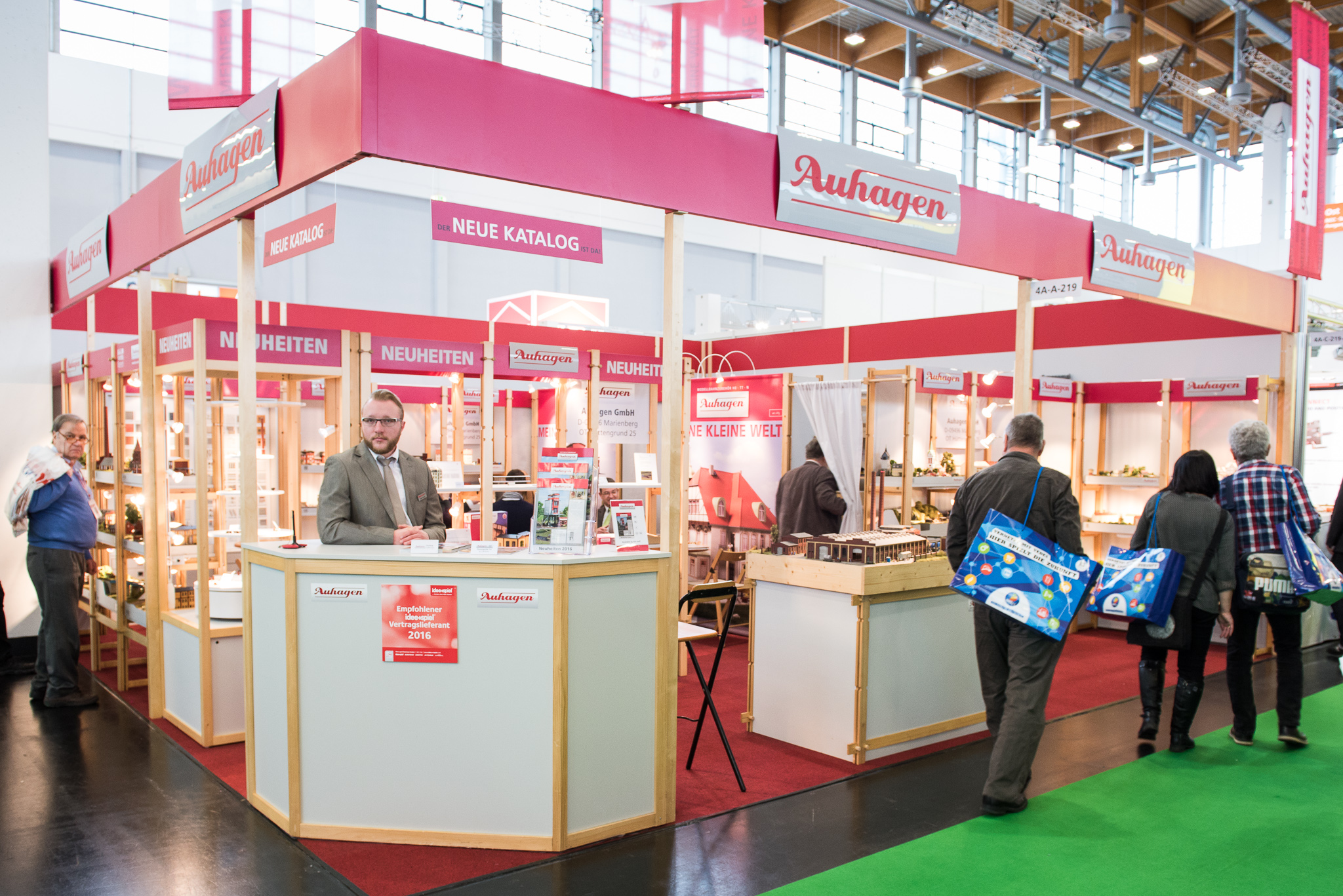
2016年度ニュルンベルク国際玩具見本市での展示

アオハーゲン（Auhagen GmbH ）は、ドイツ・ザクセン州、エルツ山地北部のマリエンベルクに拠点を置く鉄道模型メーカー。

## 概要・歴史
1952年より鉄道模型用のストラクチャー（建物）キットを生産する。製品のスケールは1/87、1/100、1/120、1/160である。
1885年、マリエンベルクのヒュッテングルント（Hüttengrund ）地区でハインリッヒ・アオハーゲン（Heinrich Auhagen ）が段ボール工場を創業した。1919年にハインリッヒが死去したため息子のルドルフ・アオハーゲン（Rudolf Auhagen ）が工場を引き継いだ。第二次世界大戦後の1946年、ルドルフの息子（ルドルフ・アオハーゲン・ジュニア）が戦地より帰還し、段ボール製造の仕上げ役として加わった。そしてジャム瓶の紙箱、クリスマスツリーの飾りの生産を開始した。
1952年にはすでに模型のキットを生産しており、建物のファサードは板紙つくられ、印刷が施されていた。1958年にルドルフは息子とともに「H・アオハーゲン合資会社」（H. Auhagen KG ）を設立した。1970年・1971年シーズンから、製品に使用する段ボールをプラスチックへ変更し、模型キットの近代化を行なった。
1972年、会社は強制的に国有化され、「H・アオハーゲン合資会社」は「マリエンベルク・ヒュッテングルント模型玩具人民公社」（VEB Modellspielwaren Marienberg-Hüttengrund ）となった。1976年からVEROグループの一部となった。人民公社時代はアオハーゲンの名は使われず「Mamos」のブランド名を使用した。1979年には「マリエンベルク鉄道模型アクセサリー人民公社」（VEB Modellbahnzubehör Marienberg 、旧カール・シェフラー合資会社（Karl Scheffler KG ））と合併し、ストラクチャー（建物）だけでなく、鉄道模型アクセサリー全般（地形マットや踏切、木など）も製造するようになった。1980年にVEROグループが再編され、アオハーゲンの工場は「VERO第5工場」となった。1981年にVEROグループはゾンネベルクの「ゾンネベルク玩具コンビナート 人民公社」（VEB Kombinat Spielwaren Sonneberg ）に組み込まれた。

## 民営化
1990年に人民公社が民営化されたが、VERO傘下の第5工場として鉄道模型のストラクチャー・アクセサリーの生産は継続した。従業員数は13名であった。1993年、「アオハーゲン模型玩具・包装 有限責任会社」（Auhagen GmbH Modellspielwaren und Verpackungsmittel）を設立し、代表にはルドルフ・アオハーゲン・ジュニアの娘のウテ・ホフマン・アオハーゲンが就任した。1885年に創業してからアオハーゲン家の4代目にあたる。1996年にはアオハーゲンの信託継承会社がVEROグループからマリエンベルクの工場（旧 VERO第5工場）を買収した。
1999年7月5日に発生した大雨で工場付近を流れる川が洪水を起こし、マリエンベルクの生産設備が深刻な被害を受けた。1999年時点での従業員数は26名。2002年のエルベ川大水害では洪水調整設備を建設していたため大きな被害には遭わなかった。2007年時点では「アオハーゲン有限責任会社」（Auhagen GmbH ）である。2007年時点での従業員数は33名。2010年に創業125周年を迎えた。同年の売り上げは250万ユーロを見込んでいる。

## 製品
鉄道模型のストラクチャー・アクセサリー類を生産する。縮尺は1/87（HOスケール）、1/100、1/120（TTスケール）、1/160（Nスケール）を採用する。1/100は「HO・TT」と表記する。
HOスケール以外では模型キットはパッケージされた製品を生産するが、HOスケールでは壁などの部材の分売を行なう。この分売品を購入者が組み合わせることでキット製品にない建物を製作することができる。
カタログは民営化した1990年時点では8ページでしかなかったが、2008年版では206ページとなった。